# Phaonia trichaeta
Phaonia trichaeta är en tvåvingeart som beskrevs av Zinovjev 1992. Phaonia trichaeta ingår i släktet Phaonia och familjen husflugor. Inga underarter finns listade i Catalogue of Life.